# Йоргос Казанциз
Йоргос Казанциз (грец. Γιώργος Καζαντζής, нар. 6 лютого 1979) — грецький футболіст, нападник.

## Клубна кар'єра
У дорослому футболі дебютував 1998 року виступами за команду «Проодефтікі», в якій провів три сезони, взявши участь у 49 матчах чемпіонату.
Своєю грою за цю команду привернув увагу представників тренерського штабу клубу «Аріс», до складу якого приєднався 2001 року. Відіграв за клуб з Салонік наступні два сезони своєї ігрової кар'єри, після чого знову приєднався до «Проодефтікі».
Протягом 2004—2006 років захищав кольори клубу ОФІ, а потім уклав контракт з клубом «Каллітея», у складі якого провів наступні три роки своєї кар'єри гравця. Згодом грав у складі ряду нижчолігових грецьких команд.

## Виступи за збірну
2002 року залучався до складу молодіжної збірної Греції, з якою був учасником молодіжного чемпіонату Європи 2002 року у Швейцарії, на якому греки не подолали груповий етап.